# Zygmunt Bosiakowski

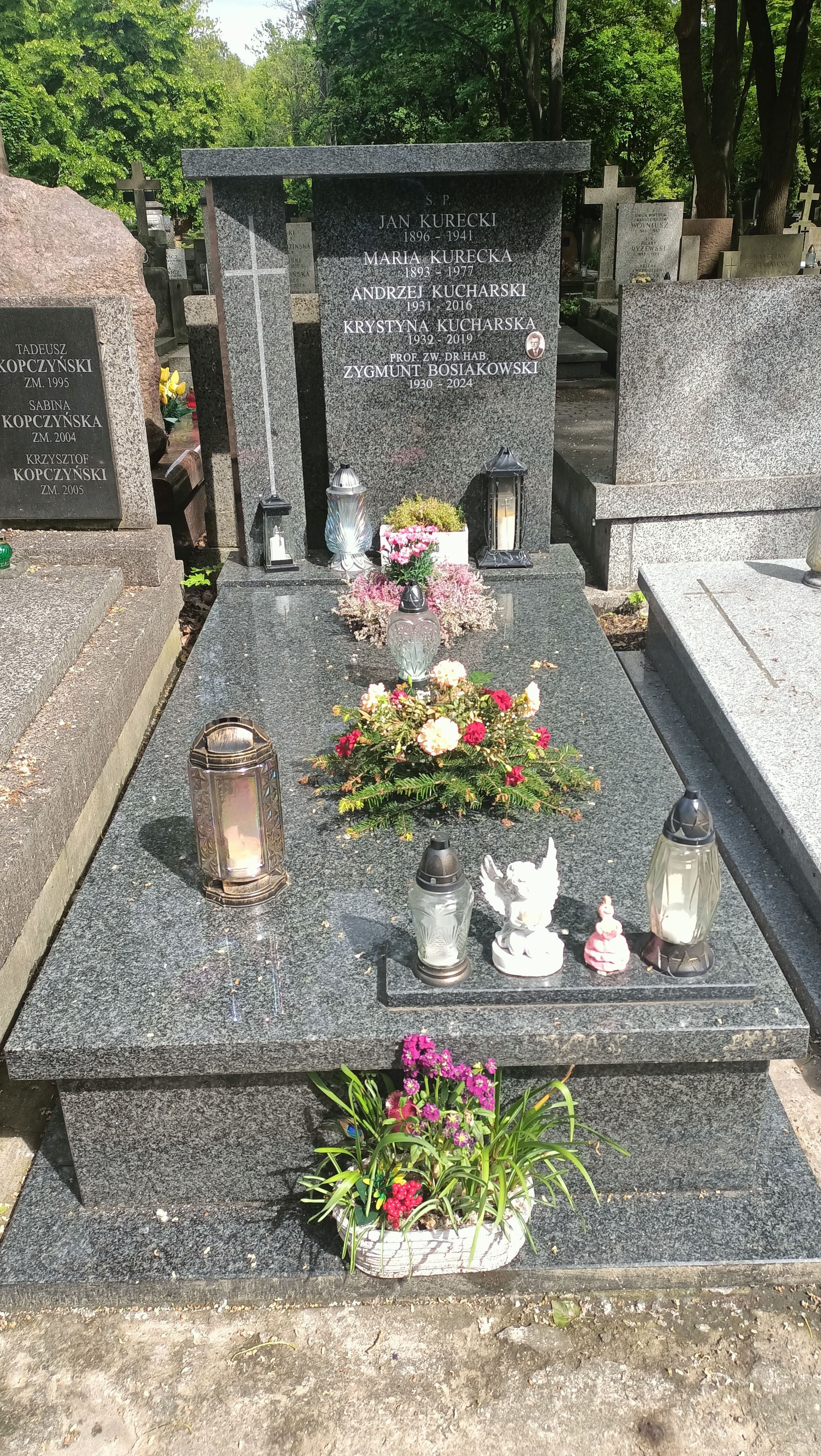
Grób Zygmunta Bosiakowskiego na cmentarzu powązkowskim w Warszawie

Zygmunt Wacław Bosiakowski (ur. 6 marca 1930 w Radomiu, zm. 11 września 2024) – polski ekonomista, w latach 1983–1990 rektor Szkoły Głównej Planowania i Statystyki.

## Życiorys
W 1953 ukończył studia ekonomiczne I stopnia, a w 1956 studia magisterskie w Szkole Głównej Planowania i Statystyki. Na tej uczelni obronił w 1964 pracę doktorską Koszty gałęziowe a wielkość produkcji napisaną pod kierunkiem Jana Lipińskiego, w 1969 został mianowany docentem (bez habilitacji), w 1972 uzyskał na podstawie pracy Rachunek ekonomiczny w spółdzielczości pracy stopień doktora habilitowanego. Od 1969 kierował w macierzystej uczelni Katedrą Planowania Regionalnego. W latach 1969–1971 był prodziekanem, w latach 1972–1975 dziekanem Wydziału Ekonomiczno-Społecznego SGPiS. W 1976 uzyskał tytuł profesora nadzwyczajnego. W latach 1978–1981 kierował Zakładem Planowania i Polityki Ekonomicznej, w latach 1981–1991 Katedrą Planowania i Polityki Ekonomicznej. W latach 1983–1990 był rektorem SGPiS. W 1987 otrzymał tytuł profesora zwyczajnego. W latach 1996–1998 kierował na macierzystej uczelni Katedrą Ubezpieczeń Gospodarczych.
W latach 1975–1981 był I sekretarzem Komitetu Uczelnianego PZPR w SGPiS, w latach 1975–1981 zastępcą członka, w latach 1981–1983 sekretarzem, w latach 1981–1989 członkiem Komitetu Warszawskiego PZPR. W lipcu 1984 był członkiem Społecznego Komitetu Obchodów 40-lecia Polski Ludowej w Warszawie. W latach 1996–2002 pełnił funkcję Przewodniczącego Kolegium przy Prezesie Urzędu Zamówień Publicznych.
Był odznaczony Krzyżem Kawalerskim Orderu Odrodzenia Polski. W 1984 został odznaczony Krzyżem Oficerskim tego orderu.